# Гартнарт II
Гартнарт II (*Gartnait, Gartnart, Gernard, д/н —597) — король піктів у 584/586—597 роках.

## Життєпис
Про походження існують різні гіпотези: був сином піктського вождя Долмеха чи Долмех було іменем матері Гартнарта II. Висувалася теорія, що батьком Гартнарта був Айдан мак Габран, король Дал Ріади.
Посів трон у 584 або 586 році після смерті короля Бруде I. Можливо Гартнарт II був засновником монастиря в Абернеті. Інших відомостей про нього невідомо. Помер близько 597 року. Трон отримав Нехтон II.